# 6180 Бистрицька
6180 Бистрицька (6180 Bystritskaya) — астероїд головного поясу, відкритий 8 серпня 1986 року.
Тіссеранів параметр щодо Юпітера — 3,468.